# Cognitivisme
| Cognitivisme              |                   |                   |
|                           |                   |                   |
| Història de la psicologia |                   |                   |
| Història de la filosofia  |                   |                   |
| autors representatius     | J.Bruner G.Miller | J.Bruner G.Miller |

El cognitivisme és un corrent filosòfic i psicològic que intenta reproduir el funcionament de la ment i aplicar els seus estats a la descripció del món, al mateix temps que nega l'escepticisme. La denominació deriva del llatí cognoscere, que significa conèixer, saber. Sorgí com a reacció davant la teoria de moda en aquell moment, el conductisme, la qual consideraven insuficient ja que mancava en explicar la cognició. De fet la psicologia cognitiva se centra en el processament de la informació i segueix en part tradicions d'investigació anteriors sobre el pensament i la solució de problemes.

## Ètica
El cognitivisme afirma que les frases sobre judicis ètics tenen valor de veritat, igual que les d'altres camps, idea negada durant segles (els defensors del no-cognitivisme creuen que bé i mal són termes morals sense relació directa amb el coneixement o la lògica).
Una proposició cognitivista ètica necessitarà ser relacionada amb la realitat per veure si es dona, per exemple quan s'afirma "matar és dolent", caldrà veure si en la realitat es considera que matar és un acte reprovable. Usa, doncs, el criteri de veritat de correspondència i no jutja sobre qui ha de decidir si allò és bo o dolent, només si es dona aquest judici.
Els judicis ètics que responguin a preceptes no entren dins el camp lògic i, per tant, no tenen valor de veritat, solament aquests pertanyen a un camp diferent, però no pel fet de ser morals, sinó pel fer de no ser proposicions enunciatives (seguint la lògica clàssica, que deixa fora els enunciats no declaratius).

## Filosofia de la ment
El cognitivisme defensa que la ment pot ser estudiada segons la manifestació dels seus estats, que es plasmen objectivament segons funcions del cervell. Utilitza un apropament englobat dins el positivisme per descriure el seu funcionament, fugint de la concepció subjectiva. La ment és aleshores el conjunt d'estats que se succeeixen en un individu (una concepció serial que beu de l'empirisme de Hume, en negar un jo transcendent i abstracte més enllà de l'agrupació de sensacions). Va donar lloc a la psicologia cognitiva.
Els principals detractors del cognitivisme afirmen que la ment ha de ser alguna cosa més que un conjunt d'estats, per l'existència de l'aprenentatge, que no sempre es pot reduir al mecanicisme, i la personalitat. Afirmen que els cognitivistes usen el símil entre ordinador i cervell oblidant que és una metàfora, i que la ment, pel fet de ser dinàmica i conscient, escapa al determinisme d'un procés automàtic i capaç de ser predit per lleis científiques (com passaria si es pogués reduir a un estat mental que desencadena un altre).

## Psicologia cognitiva
El cognitivisme es va centrar en l'estudi de l'adquisició dels coneixements i el desenvolupament de les estructures mentals. En conseqüència, estudia també com és el procés d'aprenentatge: com l'individu rep la informació; com la informació és processada i organitzada en esquemes mentals; com aquesta informació es recupera quan l'individu la necessita. En altres paraules, no tan sols busca explicar el procés d'adquisició dels aprenentatges sinó també els efectes subsegüents en les estructures mentals dins la ment.
El corrent cognitivista va determinar que per saber com la persona processa i adquireix coneixements, calia estudiar quina part d'aquest procés era degut a capacitats com l'atenció o la memòria; i trobar resposta a les preguntes: Com es produeix l'aprenentatge? Com es transfereixen el coneixements? 

### L'atenció
L'atenció és la primera part del desenvolupament cognitiu. La capacitat per centrar i mantenir l'atenció és diferent en cada persona. És una capacitat diferenciada d'altres característiques de la personalitat, com la persistència i la distracció, en el sentit que aquesta darrera modula la interacció diària amb l'entorn. L'atenció, està implicada en la realització de determinats tipus de tasques. L'aprenentatge, per exemple, es produeix quan l'alumne posa atenció en el que el professor transmet o bé en allò que fa per assimilar destreses. L'interès i l'esforç estan íntimament relacionats amb l'atenció. L'atenció és un procés selectiu que implica nombrosos estímuls exteriors, els quals s'enquadren en tres zones concèntriques: el focus de la percepció, el marge o perifèria de l'objecte i tot el camp de la percepció.
Segons el cognitivisme la memòria i l'atenció són els fonaments de la cognició. Creu que l'atenció inicial dels infants és selectiva, i que aquesta selecció es fa en funció de les seves necessitats. Aquesta capacitat augmenta a mesura que va creixent, fins que són capaços de fer tasques que absorbeixen totalment la seva atenció. Se'n poden distingir dos tipus: atenció mental i atenció perceptiva, la primera es definiria com la part executiva, la que adreça conscientment l'atenció del cervell i activa els processos que són necessaris per efectuar tasques rellevants, mentre que la segona és un tipus d'atenció espontània i immediata, activada davant de situacions noves.

### La memòria
La memòria és crucial en el procés d'aprenentatge. La informació és emmagatzemada en la memòria d'una manera organitzada i significativa. Per tant, els mestres i els dissenyadors d'estratègies educatives tenen papers diferenciats. Els mestres han de facilitar l'aprenentatge i l'organització de la informació de manera òptima. Els dissenyadors de plans estratègics empraran tècniques avançades (com analogies i relacions jeràrquiques) per ajudar els estudiants a adquirir nous coneixements, que afegiran als què ja tenen. L'oblit es defineix com la incapacitat per recuperar informació de la memòria. La memòria també pot ser un mecanisme emprat per descartar informació irrellevant per deixar espai a altres informacions noves.

### Com s'aprèn
Segons el cognitivisme l'aprenentatge no és només el mecanisme que fa servir la persona per adquirir coneixements, sinó que és un procés que depèn d'allò que la persona ja coneix (la informació ja existent) i del mecanisme que fa servir per assimilar-ne de nous (com integrar la informació nova en els esquemes mentals ja existents). L'adquisició de coneixements és una activitat que consisteix en una codificació interna de les estructures mentals. Segons això, l'estudiant ha de ser part activa en el procés. Els enfocaments cognitivistes de l'ensenyament se centren en estratègies de l'alumne com: planificació, marcar-se objectius, i organitzar estratègies (cosa que fou posà de moda la companyia petroliera Shell, en la dècada del 1980). Els cognitivistes consideren que els factors ambientals i instrumentals no són els únics factors que determinen l'èxit de l'aprenentatge. Cal reforçar aspectes com ara: aprendre a codificar, transformar, practicar i emmagatzemar la informació. Segons Karl Winna, són elements clau del procés d'aprenentatge: els pensaments de l'aprenent, les seves creences i la seva actitud.

## Principis bàsics aplicats a l'educació
El conductisme fa servir el reforç per canviar la conducta o redreçar-la en la direcció correcta, en canvi el cognitivisme fa servir el reforç per guiar i donar suport al procés de les connexions mental (tesi sostinguda per Thomson, Simonson i Hargrave, 1992). Per diverses raons els analistes de la tasca docent són crítics tant amb el conductisme com amb el cognitivisme. Els cognitivistes miren cap a la predisposició de l'estudiant (com s'activa l'interès i manté l'atenció de l'estudiant). A més els cognitivistes examinen com dissenyar el mètode perquè els continguts puguin ser assimilats (com relacionar-los amb les estructures mentals ja existents). Això els diferencia dels conductistes que estan més interessats en determinar per quina lliçó és millor començar (és a dir, en quin nivell situar l'estudiant perquè pugui reeixir en aconseguir els objectius d'aprenentatge) i en quins són els reforços més efectius (per ex. quines són les conseqüències més desitjades per part de l'estudiant).
Hi ha alguns principis en què es basa el disseny d'una estratègia educativa cognitivista: 
- La participació activa de l'aprenent
- Control sobre l'aprenent
- Entrenament metacognitiu (ex.: planificació, tutorització i revisió de tècniques)
- Ús d'anàlisi jeràrquic per identificar i il·lustrar els prerequisits relacionals (anàlisi cognitiu del procediment)
- Facilitar l'òptim processament d'estructures
- Organització i seqüenciació de la informació (ex: ús del subratllat, resums, esquemes de sintetització, etc.)
- Animar els estudiants a establir connexions amb material après anteriorment i crear ambient d'aprenentatge (demanar sabers com a requisit per iniciar-ne de nous; ús d'exemples rellevants, analogies).